# Нази (приток Шомбы)
Нази — река в России, протекает по Кемскому району Карелии.
Протекает через озёра Нази и Назиярви, в последнее впадает река Лидма. Устье реки находится в 20 км по левому берегу реки Шомба, в 3 км западнее нежилого посёлка Валенварака, в 3 км восточнее нежилого посёлка Кургиево, в 15 км севернее посёлка Шомба.
Длина реки составляет 17 км, площадь водосборного бассейна 81,2 км².

## Данные водного реестра
По данным государственного водного реестра России относится к Баренцево-Беломорскому бассейновому округу, водохозяйственный участок реки — Кемь от Кривопорожского гидроузла и до устья. Речной бассейн реки — бассейны рек Кольского полуострова и Карелии, впадает в Белое море.
Код объекта в государственном водном реестре — 02020001012102000004641.